# 2000-es Ázsia-kupa
A 2000-es Ázsia-kupa volt a tizenkettedik kontinentális labdarúgótorna az Ázsia-kupa történetében. A zárókört Libanonban rendezték 2000. október 12. és október 29. között. A kupát Japán válogatottja nyerte meg, miután a döntőben 1-0-ra legyőzte a címvédő Szaúd-Arábiát.

## Selejtezők
A selejtezőkben összesen 42 válogatott indult. A csapatokat 10 csoportba osztották és a csoportgyőztesek jutottak ki a tornára. Hozzájuk csatlakozott a rendező Libanon, illetve címvédő Szaúd-Arábia és így alakult ki a 12 csapatos mezőny.

## Résztvevők
| - Libanon (rendező) - Szaúd-Arábia (címvédő) - Kína - Indonézia - Irán - Irak | - Japán - Kuvait - Dél-Korea - Katar - Thaiföld - Üzbegisztán |

## Helyszínek
| Város   | Stadion                     | Befogadóképesség |
| ------- | --------------------------- | ---------------- |
| Bejrút  | Sportvárosi Stadion         | 48 837           |
| Szidón  | Szidóni Nemzetközi Stadion  | 22 600           |
| Tripoli | Nemzetközi Olimpiai Stadion | 22 400           |

## Csoportkör
Minden időpont helyi idő szerint értendő. (UTC+3)

### A csoport
| Csapat   | J | Gy | D | V | Rg | Kg | Gk | P |
| -------- | - | -- | - | - | -- | -- | -- | - |
| Irán     | 3 | 2  | 1 | 0 | 6  | 1  | +5 | 7 |
| Irak     | 3 | 1  | 1 | 1 | 4  | 3  | +1 | 4 |
| Thaiföld | 3 | 0  | 2 | 1 | 2  | 4  | –2 | 2 |
| Libanon  | 3 | 0  | 2 | 1 | 3  | 7  | –4 | 2 |

| 2000. október 12. 15:05 |

| Irak                               | 2–0               | Thaiföld |
| ---------------------------------- | ----------------- | -------- |
| Kahtán Sátir 27' Hajdar Mahmúd 60' | (1–0) Jegyzőkönyv |          |

| Szidóni Nemzetközi Stadion, Szidón Nézőszám: 2 500 Játékvezető: Kamikava Tóru (japán) |

| 2000. október 12. 20:45 |

| Libanon | 0–4               | Irán                                  |
| ------- | ----------------- | ------------------------------------- |
|         | (0–1) Jegyzőkönyv | Bágeri 19' Esztili 75' 87' Dáji 90+1' |

| Sportvárosi Stadion, Bejrút Nézőszám: 42 418 Játékvezető: Lu Csün (kínai) |

| 2000. október 15. 17:05 |

| Irán     | 1–1               | Thaiföld       |
| -------- | ----------------- | -------------- |
| Dáji 73' | (0–1) Jegyzőkönyv | Pituratana 12' |

| Sportvárosi Stadion, Bejrút Nézőszám: 10 000 Játékvezető: Szaad Kamíl al-Fadli (kuvaiti) |

| 2000. október 15. 19:45 |

| Libanon                   | 2–2               | Irak                  |
| ------------------------- | ----------------- | --------------------- |
| Sahrúr 28' Hodzsejdzs 76' | (1–2) Jegyzőkönyv | Szabáh Dzsáber 5' 22' |

| Sportvárosi Stadion, Bejrút Nézőszám: 30 000 Játékvezető: Kim Jongdzsu (Dél-koreai) |

| 2000. október 18. 19:35 |

| Irán     | 1–0               | Irak |
| -------- | ----------------- | ---- |
| Dáji 77' | (0–0) Jegyzőkönyv |      |

| Szidóni Nemzetközi Stadion, Szidón Nézőszám: 8 582 Játékvezető: Omer Saleh Al Mehannah (Szaúd-arábiai) |

| 2000. október 18. 19:35 |

| Libanon       | 1–1               | Thaiföld       |
| ------------- | ----------------- | -------------- |
| Fernandez 83' | (0–0) Jegyzőkönyv | Pituratana 58' |

| Sportvárosi Stadion, Bejrút Nézőszám: 45 000 Játékvezető: Lu Csün (kínai) |

### B csoport
| Csapat    | J | Gy | D | V | Rg | Kg | Gk | P |
| --------- | - | -- | - | - | -- | -- | -- | - |
| Kína      | 3 | 1  | 2 | 0 | 6  | 2  | +4 | 5 |
| Kuvait    | 3 | 1  | 2 | 0 | 1  | 0  | +1 | 5 |
| Dél-Korea | 3 | 1  | 1 | 1 | 5  | 3  | +2 | 4 |
| Indonézia | 3 | 0  | 1 | 2 | 0  | 7  | –7 | 1 |

| 2000. október 13. 17:05 |

| Dél-Korea                                                       | 2–2               | Kína                                                                |
| --------------------------------------------------------------- | ----------------- | ------------------------------------------------------------------- |
| I Jongphjo (Lee Yeong-pyo) 30' No Dzsongjun (Noh Jung-Yoon) 58' | (1–1) Jegyzőkönyv | Szu Mao-csen (Su Maozhen) 36' Fan Cse-ji (Fan Zhiyi) 66' (11-esből) |

| Nemzetközi Olimpiai Stadion, Tripoli Nézőszám: 1 000 Játékvezető: Omer Saleh Al Mehannah (Szaúd-arábiai) |

| 2000. október 13. 19:45 |

| Kuvait | 0–0         | Indonézia |
| ------ | ----------- | --------- |
|        | Jegyzőkönyv |           |

| Nemzetközi Olimpiai Stadion, Tripoli Nézőszám: 2 000 Játékvezető: Tádzs ad-Dín Fáresz (szíriai) |

| 2000. október 16. 17:05 |

| Kína                                                                                        | 4–0               | Indonézia |
| ------------------------------------------------------------------------------------------- | ----------------- | --------- |
| Li Ming 2' Sen Sze (Shen Si) 7' (11-esből) Jang Csen (Yang Chen) 10' Csi Hung (Qi Hong) 90' | (3–0) Jegyzőkönyv |           |

| Nemzetközi Olimpiai Stadion, Tripoli Nézőszám: 2 000 Játékvezető: Nabíl Ajád (libanoni) |

| 2000. október 16. 19:45 |

| Dél-Korea | 0–1               | Kuvait      |
| --------- | ----------------- | ----------- |
|           | (0–1) Jegyzőkönyv | Huvajdi 43' |

| Nemzetközi Olimpiai Stadion, Tripoli Nézőszám: 5 000 Játékvezető: Brian Hall (USA) |

| 2000. október 19. 19:35 |

| Kína | 0–0                | Kuvait |
| ---- | ------------------ | ------ |
|      | Report Jegyzőkönyv |        |

| Nemzetközi Olimpiai Stadion, Tripoli Nézőszám: 5 000 Játékvezető: Shamsul Maidin (szingapúri) |

| 2000. október 19. 19:35 |

| Dél-Korea                               | 3–0               | Indonézia |
| --------------------------------------- | ----------------- | --------- |
| I Dongguk (Lee Dong-Gook) 30' 76' 90+1' | (1–0) Jegyzőkönyv |           |

| Sportvárosi Stadion, Bejrút Nézőszám: 500 Játékvezető: Kamikava Tóru (japán) |

### C csoport
| Csapat       | J | Gy | D | V | Rg | Kg | Gk  | P |
| ------------ | - | -- | - | - | -- | -- | --- | - |
| Japán        | 3 | 2  | 1 | 0 | 13 | 3  | +10 | 7 |
| Szaúd-Arábia | 3 | 1  | 1 | 1 | 6  | 4  | +2  | 4 |
| Katar        | 3 | 0  | 3 | 0 | 2  | 2  | 0   | 3 |
| Üzbegisztán  | 3 | 0  | 1 | 2 | 2  | 14 | –12 | 1 |

| 2000. október 14. 17:05 |

| Szaúd-Arábia        | 1–4               | Japán                                           |
| ------------------- | ----------------- | ----------------------------------------------- |
| Morioka 90' (öngól) | (0–2) Jegyzőkönyv | Janagiszava 22' Takahara 37' Nanami 53' Ono 88' |

| Szidóni Nemzetközi Stadion, Szidón Nézőszám: 5 000 Játékvezető: Ali Búdzsszajm (Arab emírségekbeli) |

| 2000. október 14. 19:45 |

| Katar     | 1–1               | Üzbegisztán  |
| --------- | ----------------- | ------------ |
| Golám 61' | (0–0) Jegyzőkönyv | Kaszimov 73' |

| Szidóni Nemzetközi Stadion, Szidón Nézőszám: 5 000 Játékvezető: Mohd Nazri Abdullah (maláj) |

| 2000. október 17. 17:05 |

| Japán                                                                | 8–1               | Üzbegisztán |
| -------------------------------------------------------------------- | ----------------- | ----------- |
| Morisima 7' Nisizava 14' 25' 49' Takahara 18' 20' 57' Kitadzsima 79' | (5–1) Jegyzőkönyv | Lushan 29'  |

| Saida Nemzetközi Stadion, Szidón Nézőszám: 2 000 Játékvezető: Shamsul Maidin (szingapúri) |

| 2000. október 17. 19:45 |

| Szaúd-Arábia | 0–0         | Katar |
| ------------ | ----------- | ----- |
|              | Jegyzőkönyv |       |

| Szidóni Nemzetközi Stadion, Szidón Nézőszám: 5 000 Játékvezető: Tádzs ad-Dín Fáresz (szíriai) |

| 2000. október 20. 19:35 |

| Szaúd-Arábia                             | 5–0               | Üzbegisztán |
| ---------------------------------------- | ----------------- | ----------- |
| Otajbi 18' Salhúb 35' 78' 86' Temját 88' | (2–0) Jegyzőkönyv |             |

| Szidóni Nemzetközi Stadion, Szidón Nézőszám: 2 000 Játékvezető: Kim Jongdzsu (Dél-koreai) |

| 2000. október 20. 19:35 |

| Japán        | 1–1               | Katar       |
| ------------ | ----------------- | ----------- |
| Nisizava 61' | (0–1) Jegyzőkönyv | Obajdli 22' |

| Sportvárosi Stadion, Bejrút Nézőszám: 2 000 Játékvezető: Nabíl Ajád (libanoni) |

### Harmadik helyezett csapatok
A csoportkör végén, a csoportok harmadik helyezett válogatottjai közül két csapat jutott a negyeddöntőbe.
| Csapat    | J | Gy | D | V | Rg | Kg | Gk | P |
| --------- | - | -- | - | - | -- | -- | -- | - |
| Dél-Korea | 3 | 1  | 1 | 1 | 5  | 3  | +2 | 4 |
| Katar     | 3 | 0  | 3 | 0 | 2  | 2  | 0  | 3 |
| Thaiföld  | 3 | 0  | 2 | 1 | 2  | 4  | –2 | 2 |

Dél-Korea és Katar jutott a negyeddöntőbe.

## Egyenes kieséses szakasz
|  |                       |              |                         |                      |   |           |                      |                      |                      |                      |               |       |       |
|  | Negyeddöntők          | Negyeddöntők | Negyeddöntők            |                      |   | Elődöntők | Elődöntők            | Elődöntők            |                      |                      | Döntő         | Döntő | Döntő |
|  | Negyeddöntők          | Negyeddöntők | Negyeddöntők            |                      |   | Elődöntők | Elődöntők            | Elődöntők            |                      |                      | Döntő         | Döntő | Döntő |
|  | október 23. – Szidón  |              |                         |                      |   |           |                      |                      |                      |                      |               |       |       |
|  |                       |              |                         |                      |   |           |                      |                      |                      |                      |               |       |       |
|  | A1                    | Kína         | 3                       |                      |   |           |                      |                      |                      |                      |               |       |       |
|  | A1                    | Kína         | 3                       | október 26. – Bejrút |   |           |                      |                      |                      |                      |               |       |       |
|  | B2                    | Katar        | 1                       |                      |   |           |                      |                      |                      |                      |               |       |       |
|  | B2                    | Katar        | 1                       |                      |   | Kína      | Kína                 | 2                    |                      |                      |               |       |       |
|  | október 24. – Bejrút  |              |                         |                      |   | Kína      | Kína                 | 2                    |                      |                      |               |       |       |
|  |                       |              | Japán                   | Japán                | 3 |           |                      |                      |                      |                      |               |       |       |
|  | C1                    | Japán        | Japán                   | Japán                | 3 | 4         |                      |                      |                      |                      |               |       |       |
|  | C1                    | Japán        |                         |                      |   | 4         | október 29. – Bejrút |                      |                      |                      |               |       |       |
|  | D2                    | Irak         | 1                       |                      |   |           |                      |                      |                      |                      |               |       |       |
|  | D2                    | Irak         | 1                       |                      |   | Japán     | Japán                | 1                    |                      |                      |               |       |       |
|  | október 23. – Tripoli |              |                         |                      |   | Japán     | Japán                | 1                    |                      |                      |               |       |       |
|  |                       |              | Szaúd-Arábia            | Szaúd-Arábia         | 0 |           |                      |                      |                      |                      |               |       |       |
|  | B1                    | Irán         | Szaúd-Arábia            | Szaúd-Arábia         | 0 | 1         |                      |                      |                      |                      |               |       |       |
|  | B1                    | Irán         | október 26. – Abu-Dzabi |                      |   | 1         |                      |                      |                      |                      |               |       |       |
|  | A2                    | Dél-Korea    | 2                       |                      |   |           |                      |                      |                      |                      |               |       |       |
|  | A2                    | Dél-Korea    | 2                       |                      |   | Dél-Korea | Dél-Korea            | 1                    | Bronzmérkőzés        | Bronzmérkőzés        | Bronzmérkőzés |       |       |
|  | október 24. – Bejrút  |              |                         |                      |   | Dél-Korea | Dél-Korea            | 1                    | Bronzmérkőzés        | Bronzmérkőzés        | Bronzmérkőzés |       |       |
|  |                       |              | Szaúd-Arábia            | Szaúd-Arábia         | 2 |           |                      | október 29. – Bejrút | október 29. – Bejrút | október 29. – Bejrút |               |       |       |
|  | D1                    | Kuvait       | Szaúd-Arábia            | Szaúd-Arábia         | 2 | 2         |                      | október 29. – Bejrút | október 29. – Bejrút | október 29. – Bejrút |               |       |       |
|  | D1                    | Kuvait       |                         |                      |   |           |                      | Kína                 | Kína                 | 0                    |               |       |       |
|  | C2                    | Szaúd-Arábia | 3                       |                      |   |           |                      | Kína                 | Kína                 | 0                    |               |       |       |
|  | C2                    | Szaúd-Arábia | 3                       |                      |   | Dél-Korea | Dél-Korea            | 1                    |                      |                      |               |       |       |
|  |                       |              |                         |                      |   | Dél-Korea | Dél-Korea            | 1                    |                      |                      |               |       |       |

### Negyeddöntő
| 2000. október 23. 16:45 |

| Irán       | 1–2 (h. u.)       | Dél-Korea                                                     |
| ---------- | ----------------- | ------------------------------------------------------------- |
| Bágeri 71' | (0–0) Jegyzőkönyv | Kim Szangsik (Kim Sang-Sik) 90' I Dongguk (Lee Dong-Gook) 99' |

| Nemzetközi Olimpiai Stadion, Tripoli Nézőszám: 5 000 Játékvezető: Ali Búdzsszajm (Arab emírségekbeli) |

| 2000. október 23. 19:45 |

| Kína                                                        | 3–1               | Katar     |
| ----------------------------------------------------------- | ----------------- | --------- |
| Li Ming 9' Csi Hung (Qi Hong) 38' Jang Csen (Yang Chen) 54' | (2–0) Jegyzőkönyv | Enazi 65' |

| Szidóni Nemzetközi Stadion, Szidón Nézőszám: 3 000 Játékvezető: Mohd Nazri Abdullah (maláj) |

| 2000. október 24. 16:45 |

| Japán                                   | 4–1               | Irak            |
| --------------------------------------- | ----------------- | --------------- |
| Nanami 8' 29' Takahara 11' Mjódzsin 62' | (3–1) Jegyzőkönyv | Abbász Obejd 4' |

| Sportvárosi Stadion, Bejrút Nézőszám: 2 000 Játékvezető: Tádzs ad-Dín Fáresz (szíriai) |

| 2000. október 24. 19:45 |

| Kuvait                          | 2–3 (h. u.)       | Szaúd-Arábia                 |
| ------------------------------- | ----------------- | ---------------------------- |
| Bassár Abdulláh 62' Huvajdi 68' | (0–1) Jegyzőkönyv | Temját 45+1' 109' Mesaal 72' |

| Sportvárosi Stadion, Bejrút Nézőszám: 5 000 Játékvezető: Brian Hall (USA) |

### Elődöntő
| 2000. október 26. 16:45 |

| Dél-Korea                       | 1–2               | Szaúd-Arábia   |
| ------------------------------- | ----------------- | -------------- |
| I Dongguk (Lee Dong-Gook) 90+1' | (0–0) Jegyzőkönyv | Mesaal 76' 80' |

| Sportvárosi Stadion, Bejrút Nézőszám: 7 000 Játékvezető: Szaad Kamíl al-Fadli (kuvaiti) |

| 2000. október 26. 19:45 |

| Kína                                             | 2–3               | Japán                                                        |
| ------------------------------------------------ | ----------------- | ------------------------------------------------------------ |
| Csi Hung (Qi Hong) 30' Jang Csen (Yang Chen) 48' | (1–1) Jegyzőkönyv | Fan Cse-ji (Fan Zhiyi) 21' (öngól) Nisizava 53' Mjódzsin 61' |

| Sportvárosi Stadion, Bejrút Nézőszám: 5 000 Játékvezető: Shamsul Maidin (szingapúri) |

### 3. helyért
| 2000. október 29. 17:05 |

| Dél-Korea                     | 1–0               | Kína |
| ----------------------------- | ----------------- | ---- |
| I Dongguk (Lee Dong-Gook) 76' | (0–0) Jegyzőkönyv |      |

| Sportvárosi Stadion, Bejrút Nézőszám: 20 000 Játékvezető: Nabíl Ajád (libanoni) |

### Döntő
| 2000. október 29. 19:45 |

| Japán         | 1–0               | Szaúd-Arábia |
| ------------- | ----------------- | ------------ |
| Mocsizuki 30' | (1–0) Jegyzőkönyv |              |

| Sportvárosi Stadion, Bejrút Nézőszám: 48 000 Játékvezető: Ali Búdzsszajm (Arab emírségekbeli) |

## Győztes
| A 2000-es Ázsia-kupa győztese |
| ----------------------------- |
| JAPÁN 2. cím                  |

## Díjak

### MVP (Legértékesebb játékos)
- Nanami Hirosi

### Gólkirály
- I Dongguk (Lee Dong-Gook) - 6 góllal

### Legjobb hátvéd
- Morioka Rjuzo

### Legjobb kapus
- Csiang Csin (Jiang Jin)

### Fair-Play díj
- Szaúd-Arábia

### All-Star válogatott
| Kapusok                 | Hátvédek                                                         | Középpályások                                                             | Csatárok                                   |
| ----------------------- | ---------------------------------------------------------------- | ------------------------------------------------------------------------- | ------------------------------------------ |
| Csiang Csin (Jiang Jin) | Hong Mjongbo (Hong Myung-Bo) Mohammed al-Hilajvi Dzsamál Mubárak | Nanami Hirosi Naváf at-Temját Abbász Obejd Karim Bágeri Nakamura Sunszuke | I Dongguk (Lee Dong-Gook) Takahara Naohiro |

## Gólszerzők
| 6 gólos - Lee Dong-Gook 5 gólos - Nisizava Akinori - Takahara Naohiro 3 gólos - Csi Hung (Qi Hong) - Jang Csen (Yang Chen) - Ali Dáji - Nanami Hirosi - Talál al-Mesaal - Mohammad as-Salhúb - Naváf at-Temját 2 gólos - Li Ming - Karim Bágeri - Hamid Esztili - Szabáh Dzsáder - Mjódzsin Tomokazu - Dzsászem al-Huvajdi - Sakesan Pituratana | 1 gólos - Fan Cse-ji (Fan Zhiyi) - Sen Sze (Shen Si) - Szu Mao-csen (Su Maozhen) - Kahtán Sátir - Abbas Obeid - Hajdar Mahmúd - Kitadzsima Hideaki - Mocsizuki Sigejosi - Morisima Hiroaki - Ono Sindzsi - Janagiszava Acusi - Kim Szangsik (Kim Sang-Sik) - I Jongphjo (Lee Yeong-pyo) - No Dzsongjun (Noh Jung-Yoon) - Bassár Abdulláh - Abbász Sahrúr - Luís Fernandez - Músza Hodzsejdzs - Mohammed Golám - Mohammed al-Enazi - Abd an-Nászer al-Obajdli - Marzúk al-Otajbi - Sergey Lushan - Mirdzsalol Kaszimov 1 öngólos - Fan Cse-ji (Fan Zhiyi) (Japán ellen) - Morioka Rjúzó (Szaúd-Arábia ellen) |